# Sever Tomàs Auter
Fra Sever Tomàs Auter o Sever Tomàs i Auther (Puigcerdà, ca. 1630 — Tortosa, 24 de desembre de 1700). Religiós dominic, bisbe de Girona i de Tortosa.

## Biografia
Sever Tomàs Auter neix a Puigcerdà pels voltants de l'any 1630.
Estudia a la universitat de Salamanca, i quan acaba els estudis es trasllada a València, on pren l'hàbit dominic i fou catedràtic de Teologia a la universitat. Més tard es trasllada a Roma i fou nomenat regent d'estudis al convent de Santa Maria sopra Minerva. En el capítol provincial celebrat a Barcelona el 1676 fou nomenat, estant a Roma, provincial de l'orde dels predicadors de la Corona d'Aragó, i torna a la península.
El 23 d'abril de 1679 és presentat per Carles II al bisbat de Girona, el papa el nomena el 23 de gener de 1680, pren possessió per procurador, és consagrat a Barcelona l'11 de febrer i entra a Girona el 22 de febrer. Entre 1680 i 1683 visita la diòcesi, sense repetir parròquia, durant alguns períodes de cada any. Celebra sínodes els anys 1681 i 1685 i, participa en el concili provincial de 1685. Col·labora activament en la defensa del setge de Girona de 1682. En arribar a Girona el bisbe accelera i promou l'acabament de la façana de la catedral.
En 1685 és presentat al bisbat de Tortosa i en pren possessió a principis de 1686. Convoca dos sínodes, en 1687 i 1696, i les constitucions les publica en un volum imprès a Barcelona el 1696 per Joan Jolis, participa en el concili provincial de 1691 i visita la diòcesi durant l'any 1693. A Tortosa, encarrega la construcció dels retaules majors de l'església del convent de Sant Francesc, de l'església del convent de Santa Clara i de la catedral. Aquest darrer retaule no arriba a instal·lar-se i, anys després de mort el bisbe, fou utilitzat per fer dos retaules, dedicats a Sant Ruf i Sant Agustí, per a dos capelles laterals de la mateixa catedral.
Mor a Tortosa el 24 de desembre de 1700, i fou soterrat al convent dominic de Sant Francesc i la mare de Déu del Roser, en la capella de Sant Domènec. En 1707 els estralls de la guerra de Successió provoquen l'enderroc del convent de Sant Francesc, i es traslladen les restes mortals del bisbe a l'església del convent de Sant Domènec, dins dels murs de la ciutat; però l'any següent l'exèrcit borbònic ocupa la ciutat i decideix convertir el convent dominic en caserna, la qual cosa porta el capítol a traslladar les restes del bisbe a la seu, en la sepultura del bisbe Fageda.